# 查納基

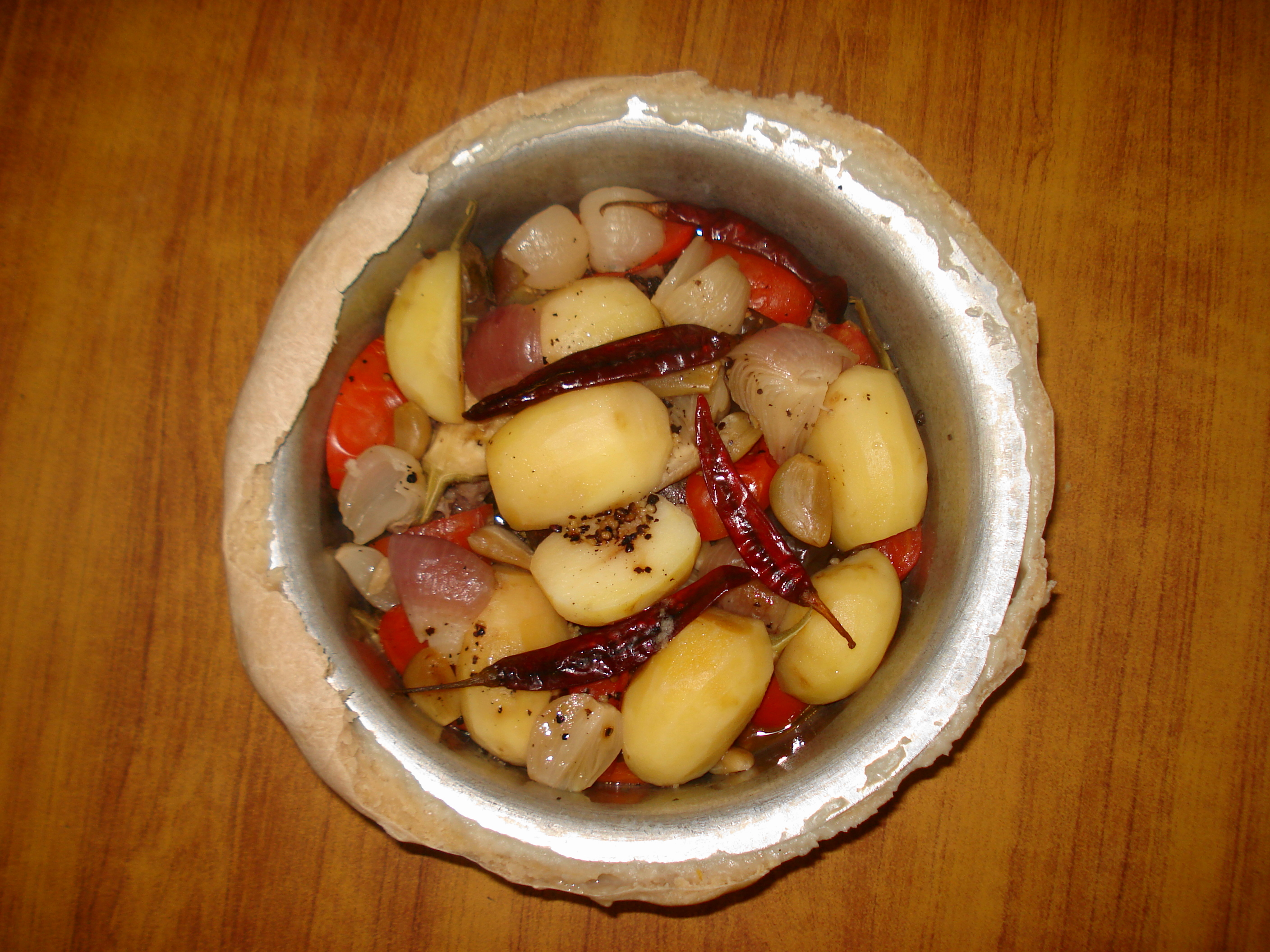
查納基

查納基是喬治亞傳統飲食之一，其做法是將羊肉和番茄、茄子、馬鈴薯、綠葉蔬菜和蒜一起燉煮4.5-5小时。